# Зиганшина, Эра Гарафовна
Э́ра Гара́фовна Зига́ншина (тат. Эра Гарәф кызы Җиһаншина; род. 1 февраля 1944, Казань, Татарская АССР, СССР) — советская и российская актриса театра и кино. Народная артистка Российской Федерации (2005).

## Биография
Родилась 1 февраля 1944 года в городе Казань.
В 1965 году окончила театральную студию при Ленинградском академическом Большом драматическом театре имени Максима Горького (руководитель студии — Георгий Александрович Товстоногов), после окончания которой была принята в труппу Ленинградского государственного театра имени Ленинского комсомола (ныне — Санкт-Петербургский театр-фестиваль «Балтийский дом»).
В 1970 году ненадолго перешла в труппу Русского драматического театра имени А. П. Чехова в Кишинёве (Молдавская ССР) и затем вернулась в Ленинградский государственный театр имени Ленинского комсомола.
В 1989 году переехала в Москву, где работала в разных драматических театрах в качестве приглашённой актрисы.
Вернувшись в Санкт-Петербург, продолжила службу в труппе Санкт-Петербургского государственного учреждения культуры «Театр-фестиваль „Балтийский дом“» (до 1991 года — Ленинградского государственного театра имени Ленинского комсомола).
В 2011 году была приглашена в труппу Национального драматического театра России (Александринского театра) в Санкт-Петербурге, где служит по настоящее время.

## Семья
Была замужем за актёром В. Головиным, в семье родилось 2 детей (Екатерина и Алексей). Второй муж — актёр Владимир Рожин, сын Владимир. После смерти второго мужа возобновила отношения с первым мужем.

## Творчество

### Роли в театре

#### Ленинградский государственный театр имени Ленинского комсомола
- 1965 — «Трёхгрошовая опера» по одноимённой пьесе Бертольта Брехта — Люси, дочь шефа лондонской полиции Брауна
- 1965 — «Униженные и оскорбленные» по одноимённому роману Фёдора Достоевского — Нелли (Елена), внучка Смита
- 1976 — «По ком звонит колокол» по одноимённому роману Эрнеста Хемингуэя (режиссёр — Геннадий Опорков) — Пилар, жена вожака партизанского отряда Пабло, цыганка
- 1977 — «Утиная охота» по одноимённой пьесе Александра Вампилова (режиссёр — Геннадий Опорков) — Галина, жена Виктора Зилова
- 1978 — «Деньги для Марии» по одноимённой повести Валентина Распутинa (режиссёр — Геннадий Опорков) — Мария, жена Кузьмы, мать четверых детей
- 1980 — «Последние» по одноимённой пьесе Максима Горького (режиссёр — Геннадий Опорков) — Софья
- 1982 — «Чайка» по одноимённой пьесе Антона Чехова (режиссёр — Геннадий Опорков) — Ирина Николаевна Аркадина, по мужу Треплева, актриса

#### Санкт-Петербургский академический театр комедии имени Н. П. Акимова
- 1987 — «А что на дне колодца?» —
- 1988 — «Зойкина квартира» по одноимённой пьесе Михаила Булгакова (режиссёр-постановщик — Юрий Аксёнов; премьера — 27 декабря 1988 года) — Зоя Денисовна Пельц (Зойка), вдова
- 2000 — «Милый лжец» по одноимённой пьесе Джерома Килти и Бернарда Шоу (режиссёр — Юрий Аксёнов; премьера — 9 сентября 2000 года) — миссис Патрик Кэмпбелл, актриса
- 2023 — «Лес», пьеса А. Н. Островского (режиссер-постановщик Татьяна Кузнецова) — Раиса Павловна Гурмыжская

#### Московский государственный театр «У Никитских ворот»под руководствомМарка Розовского
- 1989 — «Цена» по одноимённой пьесе Артура Миллера — Эстер

#### Московский театр юного зрителя (МТЮЗ)
- 1998 — «Гроза» по одноимённой пьесе Александра Островского (режиссёр — Генриетта Яновская) — Марфа Игнатьевна Кабанова («Кабаниха»), богатая купчиха, вдова[2][4]

#### Театр-фестиваль «Балтийский дом»(Санкт-Петербург)
- 1999 — «Без вины виноватые» по одноимённой пьесе Александра Островского (режиссёр — Владимир Туманов) — Елена Ивановна Кручинина, известная провинциальная актриса
- 2001 — «Пьеса, которой нет» Андрея Могучего и Евгения Гришковца —
- 2007 — «Похороните меня за плинтусом» по одноимённой автобиографической повести Павла Санаева (режиссёр — Игорь Коняев) — Нина Антоновна, бабушка Саши Савельева
- 2010 — «Ольга. Запретный дневник» по пьесе драматурга Елены Чёрной на основе архивных документальных материалов (режиссёр — Игорь Коняев; спектакль выпущен к 100-летию со дня рождения поэтессы Ольги Берггольц и 65-летию Великой Победы) — Ольга Берггольц, поэтесса[6]

#### «Театр Романа Виктюка» (Москва)
- 2009 — «Фердинандо» по пьесе итальянского драматурга Аннибале Руччелло (режиссура и музыкальное оформление — Роман Виктюк; премьера — 16 ноября 2009 года) — Донна Клотильда[7]

#### Александринский театр(Санкт-Петербург)
- 2012 — «Литургия Zero» по роману «Игрок» Фёдора Достоевского (режиссёр и автор спектакля — Валерий Фокин; премьера — 10 ноября 2012 года) — бабушка
- 2017 — «Оптимистическая трагедия. Прощальный бал», революционный концерт по мотивам пьесы «Оптимистическая трагедия» Всеволода Вишневского (режиссёр — Виктор Рыжаков; премьера — 19 сентября 2017 года) — свидетель истории, мать, бабушка, звезда, открывающая важную церемонию, танцующая в темноте
- 2020 — «Театр у аппарата», аудиоспектакль в рамках мультижанровой программы Александринского театра «Другая сцена» (режиссёр — Антон Оконешников) — участница аудиоспектакля
- 2024 — «Екатерина и Вольтер» по переписке Екатерины II и Вольтера (режиссёр и автор спектакля — Никита Кобелев; премьера — 8 сентября 2024 года) — Екатерина

### Фильмография
- 1966 — Снежная королева — маленькая разбойница
- 1968 — Перед бурей — Любовь
- 1969 — Вам! —
- 1975 — Память (серия № 1) — Лида, лейтенант
- 1976 — Небесные ласточки — Урсула, экономка пансиона «Небесные ласточки»
- 1976 — Житейское дело — Зина, соседка Прокофьевой
- 1977 — Деревья умирают стоя (телеспектакль) — Изабелла / Марта
- 1977 — Первые радости — Ольга Ивановна Парабукина
- 1981 — Самоубийство (телеспектакль) — Зина
- 1981 — Синяя ворона (телеспектакль) — Ням / служанка / хозяйка особняка / санитарка
- 1982 — Сквозь огонь — мать Павлика Комарова
- 1983 — Магистраль — секретарь заместителя начальника дороги
- 1984 — Убийце — Гонкуровская премия — Катрин
- 1985 — Гум-гам — Вера Ивановна, учитель музыки, преподаватель Ларика и Вики
- 1990 — Воспоминание без даты — мамка
- 1990 — Другая драма — редактор «Нового мира»
- 1991 — Человек со свалки — мать боксёра Герасима (Геры) Дягилева
- 1991 — Невозвращенец — Галина Михайловна Григорьева (Мелентьева), редактор новостей
- 1992 — Тайна — Патриция Ролинг
- 1994 — Год собаки — Раиса Кожина, мать Сергея Кожина
- 1994 — Последнее дело Варёного — Светлана Андреевна, мать Кати Сизухиной
- 1998 — Цветы календулы — Серафима Георгиевна Протасова, дочь Инессы Иосифовны Протасовой, мать Елены, Анны и Марии
- 1999 — Агент национальной безопасности (серия № 4 «Три дня до эфира») —  Лидия Сергеевна Старостина, домработница депутата Ивана Снегирёва
- 2000 — Бандитский Петербург. Фильм 2. Адвокат — Маргарита Михайловна, главный бухгалтер деревообрабатывающего комбината
- 2000 — Улицы разбитых фонарей. Менты-3 (серия № 8 «Сорок лет до возмездия…?!») — Вера Михайловна Малышицкая
- 2000—2005 — Чёрный ворон — Лидия Тарасовна Чернова, мать Павла Чернова
- 2001 — По имени Барон (серии № 2, 4) — Мария Ильинична, учительница музыки
- 2002 — Челябумбия — Татьяна Ивановна
- 2003 — Не делайте бисквиты в плохом настроении — Регина Морская
- 2003 — Три цвета любви — мать Маши
- 2004 — Иванов и Рабинович — миллионерша
- 2004 — Женский роман — Алина Борисовна
- 2005 — Гибель империи (серия № 5 «Прорыв») — Панасиха
- 2005 — Танцуют все! — Белка в старости
- 2005 — Пробуждение — Алевтина
- 2006 — Не было бы счастья… — мать Лоры Киселёвой
- 2006 — Пока он летал (короткометражный) — Матвеевна, бабушка Маши
- 2006 — Путина —
- 2007 — Платки — Ворона
- 2007 — Танец живота — свекровь Нины
- 2008 — Гуманоиды в Королёве (сериал) — Клара Аркадьевна
- 2008 — Храни меня дождь — профессор Манке
- 2009 — Антонина обернулась — Антонина
- 2009 — Холодное сердце — Надежда Ефремовна, мать Андрея
- 2010—2011 — Всё к лучшему — Софья Введенская
- 2011 — Охотники за бриллиантами — Лидия Ильинична Толстая, вдова писателя Алексея Толстого
- 2011 — Проездной билет — Софья Николаевна, мать Виктора
- 2011 — Небесный суд — человек-скафандр (женщина на кладбище)
- 2012 — Бабье царство — Матильда Карловна, квартирная хозяйка Дениса
- 2012 — Кто, если не я? — Серафима Ильинична Беркутова, свекровь Нины Беркутовой
- 2012 — Мама по контракту — Нина Петровна, мать Анны Нечаевой
- 2012 — Путейцы 3 — Жанетта Георгиевна
- 2013 — Крик совы — Наталья Вячеславовна Буткевич, жена Виктора Казимировича Буткевича
- 2014 — Контуженый, или Уроки плавания вольным стилем — Лидия Петровна Савушкина, бабушка Артёма
- 2014 — Вкус Америки — знахарка
- 2014 — Невеста с заправки — Аврора Аскольдовна, бабушка Виктора Сергеевича и Станислава Сергеевича Князевых
- 2015 — Синдром Петрушки — Вера Леопольдовна, бабушка Бориса
- 2015 — Между нами, девочками! — Серафима Павловна, мать Ильи Сергеевича
- 2015 — Лучше не бывает — Нина Ивановна, мать Андрея Чернова
- 2015 — Семейный альбом — Галина Васильевна, мать Николая Колокольцева
- 2016 — Отель последней надежды — Марья Максимовна, соседка Нади Звонарёвой
- 2017 — Ждите неожиданного (мини-сериал) — Розалия Карловна Хейфец
- 2018 — Петербург. Любовь. До востребования — Софья Михайловна, мать Александра Берёзкина
- 2019 — Счастье в конверте — Зоя Фёдоровна
- 2019 — Цыплёнок жареный — бандерша
- 2019 — Почти семейный детектив — Эсфирь Григорьевна Галицкая, мать Ильи Галицкого
- 2021 — Бывшие (3-й сезон) — Нина Егоровна, мать Кирилла Лобова
- 2021 — Медиум — Рагда, гадалка
- 2021 — Старушки в снегах — Ирина Петровна Соболева, бывшая учительница подруг-старушек Зины, Лиды и Кати
- 2022 — Бывшие. Happy End — Нина Егоровна, мать Кирилла Лобова
- 2023 — Последнее дело Черкасова — Ирина Викторовна Голынская, искусствовед
- 2023 — Родные люди (новелла «Астрахань») — Лидия Петровна, бабушка Кирилла, мама Владимира

#### Озвучивание
- 1984 — Ва-банк 2, или Ответный удар (Польша) — Марта Рыхлиньская (дубляж киностудии «Ленфильм»)
- 1999 — Приключения в Изумрудном городе — Добрая волшебница Севера (1 серия), Злая ведьма Запада (2 серия), Момби (3-4 серии)

## Признание заслуг

### Государственные награды
- 1980 — почётное звание «Заслуженный артист РСФСР»[2].
- 2005 — почётное звание «Народный артист Российской Федерации» (1 октября 2005 года) — за большие заслуги в области искусства[3].

### Общественные награды
- 1998 — лауреат Международной премии имени К. С. Станиславского в номинации «Лучшая женская роль» — за роль Кабанихи в спектакле «Гроза» по одноимённой пьесе Александра Островского режиссёра Генриетты Яновской на сцене Московского театра юного зрителя (МТЮЗа)[4].
- 2000 — лауреат Санкт-Петербургской независимой актёрской премии имени Владислава Стржельчика за 1999 год в номинации «Актёр театра и кино» (премия вручается ежегодно 31 января, в день рождения народного артиста СССР Владислава Стржельчика)[4][8].
- 2006 — Благодарность Законодательного Собрания Санкт-Петербурга (6 декабря 2006 года) — за существенный личный вклад в развитие культуры и искусства в Санкт-Петербурге и в связи с 70-летием со дня создания Санкт-Петербургского государственного учреждения культуры «Театр-фестиваль „Балтийский дом“»[9].
- 2008 — лауреат Высшей театральной премии Санкт-Петербурга «Золотой софит» за 2008 год (27 октября 2008 года) в номинации «Лучшая женская роль» в категории «Драматические театры» — за роль бабушки в спектакле «Похороните меня за плинтусом» по одноимённой автобиографической повести Павла Санаева в постановке Игоря Коняева на сцене Театра-фестиваля «Балтийский дом» в Санкт-Петербурге[10].
- 2013 — лауреат Высшей театральной премии Санкт-Петербурга «Золотой софит» за 2013 год (11 ноября 2013 года) в номинации «Лучшая женская роль» в категории «Драматические театры» — за роль бабушки в спектакле «Литургия Zero» по роману «Игрок» Фёдора Достоевского в постановке Валерия Фокина на сцене Национального драматического театра России (Александринского театра) в Санкт-Петербурге[11].
- 2014 — лауреат российской национальной театральной премии и фестиваля «Золотая маска» 2014 года (театральный сезон 2012—2013) (17 апреля 2014 года) в номинации «Лучшая роль второго плана» в категории «Драма» — за роль бабушки в спектакле «Литургия Zero» по роману «Игрок» Фёдора Достоевского в постановке Валерия Фокина на сцене Национального драматического театра России (Александринского театра) в Санкт-Петербурге[12].